# Nilsia (slak)
Nilsia is een geslacht van weekdieren uit de klasse van de Gastropoda (slakken).

## Soort
- Nilsia cuvieriana (Suter, 1908)